# Ninmaḫ-Tempel

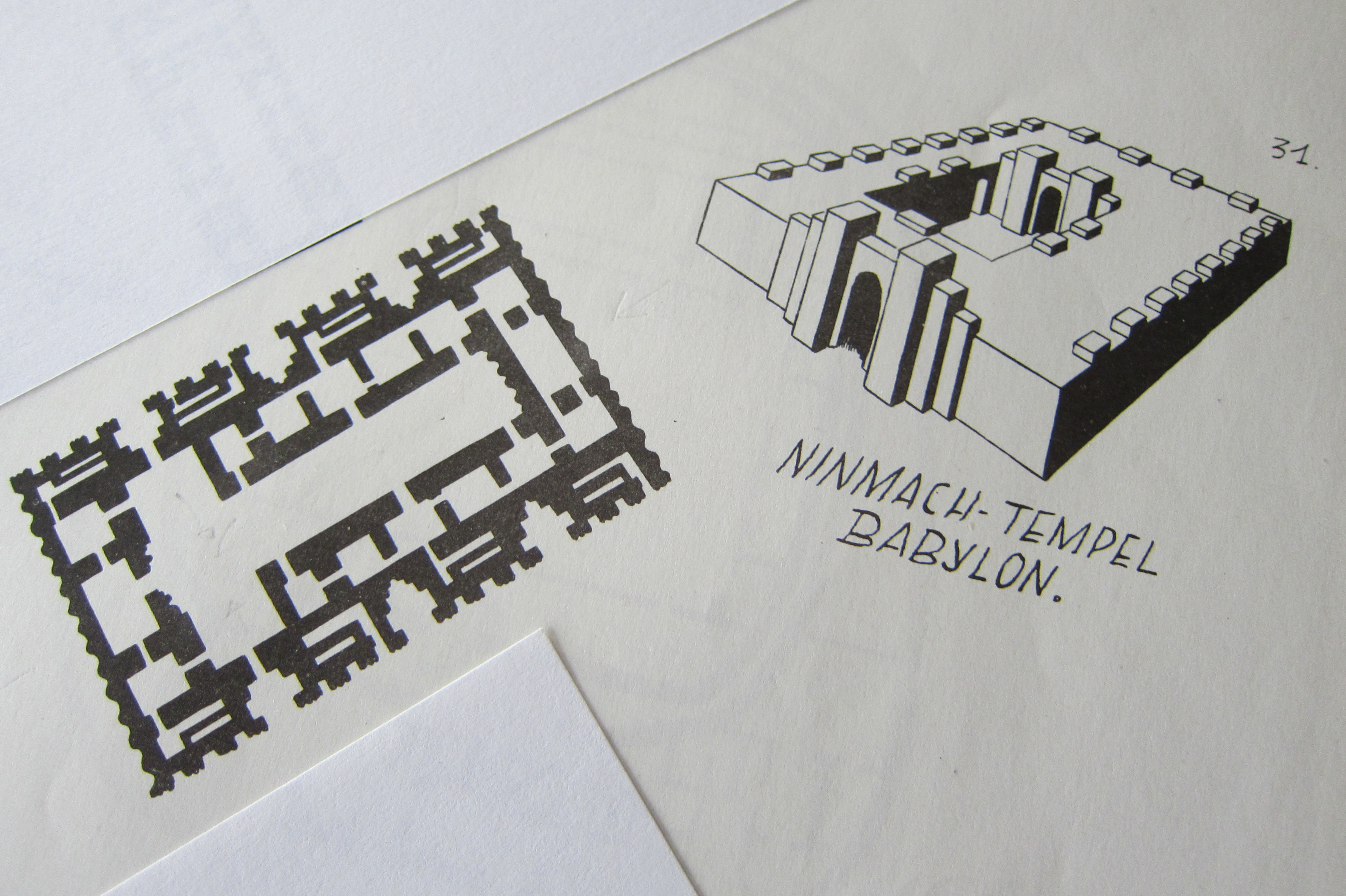
Plan

Der Ninmaḫ-Tempel in Babylon stand dicht am Ischtar-Tor, an dessen östlicher Seite. Der Tempel ist ein typisches babylonisches Gotteshaus. Sein antiker Name lautete É-maḫ. Der Tempel war der Muttergottheit Ninḫursanga geweiht, die auch als Ninmaḫ bezeichnet wird.
Der Eingang des Baus liegt im Norden und damit genau gegenüber der Stadtmauer von Babylon. Nach einer Gründungsinschrift ist der Bau von Šamaš-šuma-ukin errichtet worden. Der Tempel hat einen rechteckigen Grundriss mit einem großen Innenhof. Vor dem Eingang stand ein Altar. Durch das Tor im Norden gelangte man in einen Vorraum und von dort in den Hof. Gegenüber befindet sich der Eingang zu dem Allerheiligsten, zu dem man über eine Vorhalle gelangte. Um den Hof gibt es weitere Räume, deren Funktion jedoch ungewiss ist. Wie Inschriften berichten, wurde der Bau unter Nabu-kudurri-usur II. renoviert. Im Tempel fanden sich zahlreichen Tonfiguren, die eine stehende, nackte Frau zeigen. Es fanden sich auch zahlreiche Texte, bei denen es sich jedoch meist um Baumaterial-Lieferungen, Listen von Arbeitern oder Abwesenheitslisten handelt. Einmal wird auch ein Baumeister Labašschi namentlich erwähnt.
Der Tempel ist von der irakischen Altertümerverwaltung rekonstruiert worden. 